# Granada propulsada per coet

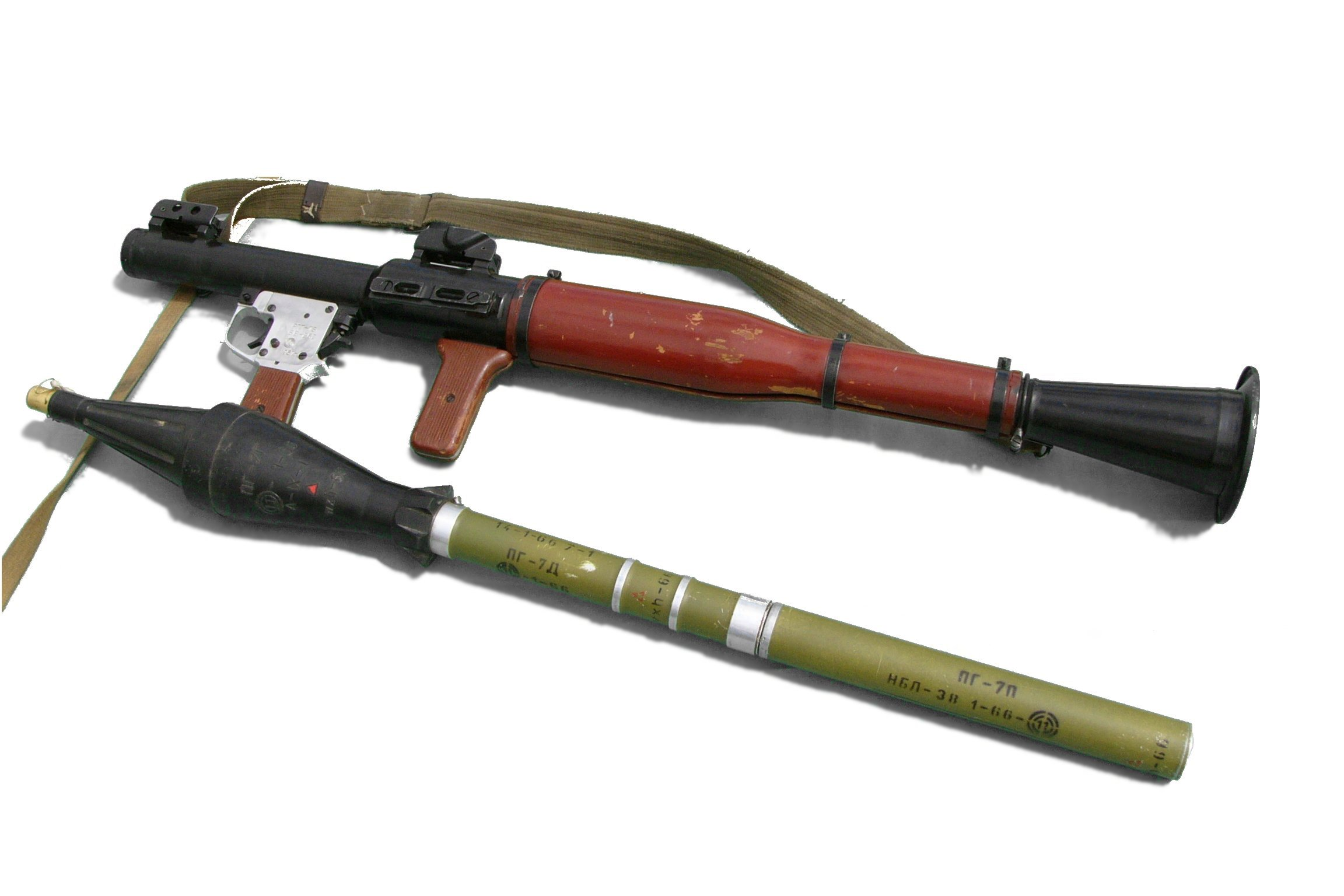
Una granada propulsada per coet i el seu llançador RPG-7.

Una granada propulsada per coet (RPG per les seves sigles en anglès) és una arma antitancs portàtil, habitualment disparada des de l'espatlla, capaç de disparar un projectil explosiu no guiat i propulsat per coet.
Els RPG són molt efectius contra vehicles sense blindatge o amb blindatge lleuger com els transports blindats de personal (APC), edificis i búnquers.

## Etimologia
El RPG és una abreviació del mot rus Ruchnoy Protivotankovy Granatomyot (РПГ o ручной противотанковый гранатомёт) la traducció literal del qual és «llançagranades de mà (portàtil) antitancs», i també de l'anglès Rocket-Propeller Grenade (granada propulsada per coet).

## Característiques

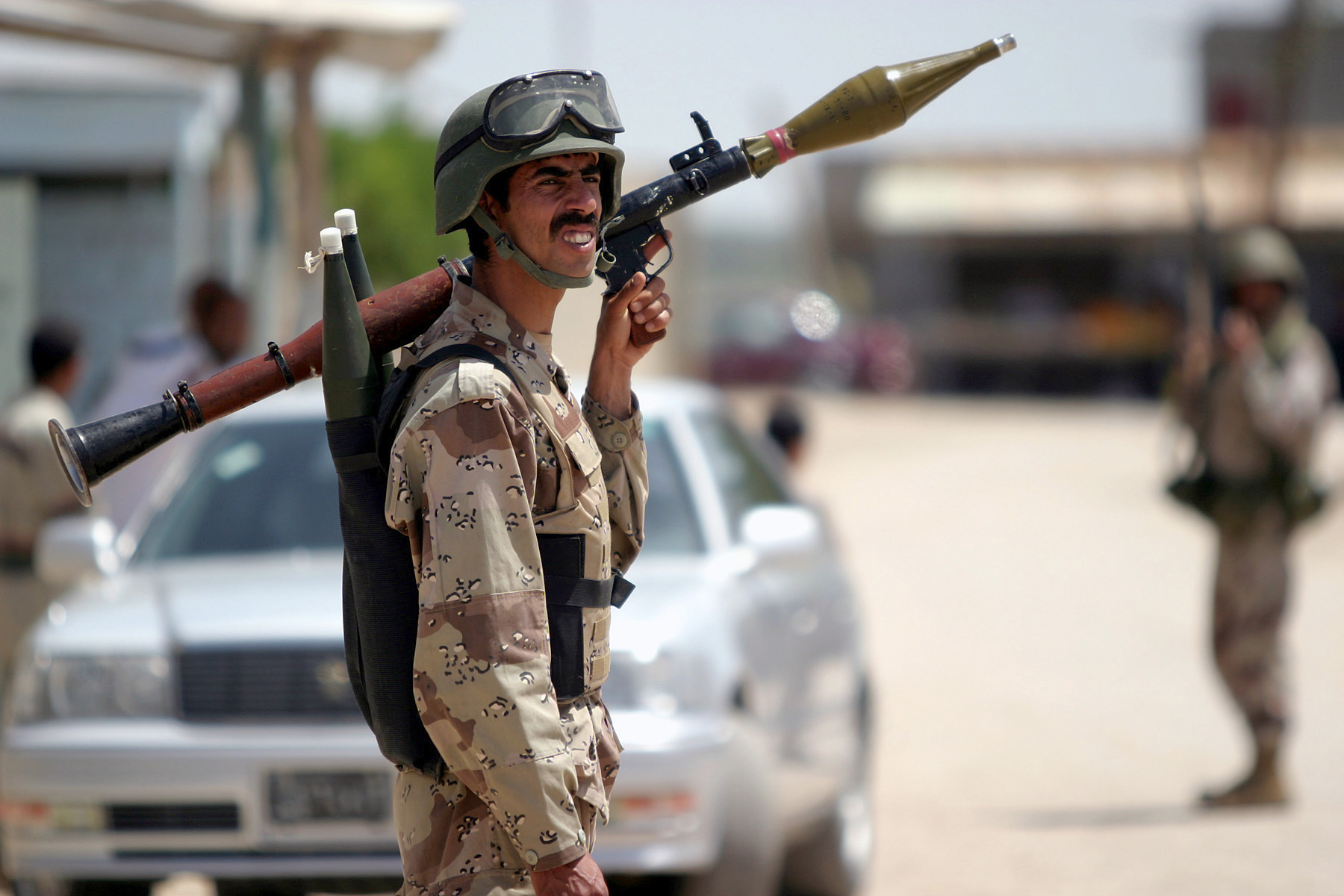
Un membre de les forces de seguretat iraquianes amb un RPG-7.

Un RPG es compon de dues parts principals: el llançador i el coet-granada. Alguns tipus d'RPG són unitats d'un sol ús, similars al M72 LAW, altres són recarregables, per exemple, l'RPG-7 soviètic. Les ogives més comunes són les d'alt poder explosiu i les antitancs. Aquestes ogives van unides a un motor coet, i són estabilitzades en vol mitjançant aletes aerodinàmiques. L'arma es fa generalment de xapa d'acer estampada o alumini, fibra de vidre, o zinc. Això redueix el pes i el cost, permetent que l'arma sigui fabricada fins i tot en països amb pocs recursos econòmics i tecnològics. Els models RPG-2, RPG-7 i RPG-29, tots d'origen soviètic, són els més comuns.
En tots els sistemes d'RPG, el llançador es recolza sobre l'espatlla de l'operador mentre aquest apunta amb una mira òptica unida al llançador. La part posterior de l'arma està oberta per permetre la fuita de la flamarada i els gasos d'ignició del coet.
Els sistemes de RPG que utilitza un llançador reutilitzable, són més pesants i més robustos que els sistemes d'un sol ús. Això és degut al nivell més alt de durabilitat requerit per suportar les tensions de trets repetits.

## Eficàcia
La majoria dels tancs moderns són quasi immunes a les armes antitancs com els RPG, a causa dels avenços en el disseny de blindatges, per la qual cosa cal apuntar amb més exactitud per colpejar punts febles. No obstant això, els RPG encara s'utilitzen amb molta eficàcia contra els vehicles de transport de personal o els vehicles sense blindatge, així com contra edificis i altres estructures. Encara representen una amenaça per a un tanc sota certes condicions tàctiques.

## Història
L'RPG-7V va ser utilitzat a la batalla de Mogadiscio, on dos helicòpters MH-60 Black Hawk van ser abatuts pel mateix artefacte, en les guerres de l'Afganistan i la invasió de l'Iraq de 2003.
Actualment és molt utilitzat pels terroristes a l'Iraq, Palestina i l'Afganistan, així com pels pirates somalis que actuen a l'oceà Índic.

## El model més utilitzat
Però el model més estès de llançagranades és el RPG-7, que va entrar en servei el 1961 a la Unió Soviètica, i també és el més copiat fins avui. Està present en tots els conflictes des dels anys 60. El submodel RPG-7V és el llançagranades estàndard de la infanteria russa i dels combatents d'altres països.
El RPG-7 es basa en un tub de 4 cm de gruix soldat a una secció més gruixuda que acaba en un estrangulament i una tovera, per provocar l'efecte Venturi i anul·lar el retrocés de l'arma en disparar el projectil. L'arma porta la típica empunyadura tipus pistola i un suport per l'espatlla, a part d'una mira òptica que permet disparar a objectes immòbils fins a 500 metres de distància i a blancs en moviment fins a 300 metres. Algunes variants incorporen un bípode metàl·lic per millorar la punteria en estar assegut o estès a terra.
El projectil utilitza un cartutx propel·lent per llançar a 15 metres de distància del soldat que dispara l'arma, moment en què s'encén un coet de combustible sòlid. Això es fa per assegurar-se que el soldat no rebrà una flamarada del coet a la cara. El projectil no té aletes estabilitzadores, en el seu lloc utilitza una sèrie d'orificis laterals d'escapament de gasos que l'estabilitzen durant el vol. Disposa de diversos tipus de projectils, el tradicional projectil HEAT que permet perforar 60 mm d'acer, un projectil que incorpora dos caps HEAT en tàndem per atacar vehicles protegits amb armadura reactiva sobre la seva armadura tradicional i dos models d'alt explosiu antibúnquer i antipersona.

## Impacte en la guerra
L'ús del llançagranades ha revolucionat les tàctiques de combat de forces irregulars armades a l'estil de la infanteria lleugera, que, bàsicament, només poden emprar en combat allò que són capaços de transportar sobre les seves esquenes. L'experiència dels afganesos contra els soviètics és l'exemple més estudiat i imitat a posteriori tant per exèrcits com per irregulars a tot el món. Naturalment cal comptar primer amb un terreny favorable que obstaculitzi l'enemic, en una plana desèrtica totalment plana aquestes tàctiques són suïcides.

### Tàctiques usades en la guerra de l'Afganistan contra els soviètics
Els afganesos utilitzaven per a tot el RPG-7, capturat o comprat irregularment a tercers països. Escollien posicions elevades al costat dels passos de les columnes blindades i cavaven petites trinxeres en forma d'embut al llarg de la posició, que després camuflaven amb mala herba o pedres. Formaven equips d'entre 8 i 12 individus i cada equip feia dos tiradors amb RPG-7 i diverses granades anticarro, mentre la resta dels membres de l'equip carregava cadascun amb diverses granades més, a part de les seves pròpies armes. Solien portar metralladores lleugeres i, si era possible, fusells de franctirador, a part dels habituals fusells d'assalt.
En arribar la columna blindada s'intentava destruir el primer i l'últim vehicle per obstaculitzar el pas. La columna reaccionava immediatament disparant contra els llocs dels llançagranades i desembarcant a la infanteria d'escorta per atacar els afganesos, en no poder apropar els carros a les posicions elevades. En aquest moment les metralladores i els franctiradors començaven a anul·lar a la infanteria de la columna mentre els tiradors canviaven ràpidament de posició saltant d'embut a embut. Si la situació es tornava realment perillosa, els afganesos es retiraven, ja que sempre procuraven escollir llocs amb vies d'escapament fora de perill dels vehicles.
Una altra tàctica era observar els llocs d'aterratge dels helicòpters per fer una operació similar de cavat d'embuts i camuflatge a la zona, a la qual se solia afegir el sembrat de mines antipersona per tot el perímetre. En aterrar l'helicòpter dels equips d'atac que destruïen amb els RPG i la infanteria desembarcada era, gairebé sempre, exterminada en un cercle de mines i metralladores si no rebia ràpidament ajuda. Els afganesos tenien tal habilitat amb el RPG que fins i tot eren capaços d'utilitzar-lo com un morter, calculant a ull la inclinació que li havien de donar al tret perquè la magrana caigués sobre els russos. Tant és així, que van arribar a emboscada a canons i tàlvegs per disparar sobre helicòpters en vol amb els RPG, enderrocant a diversos, especialment helicòpters de la classe HIP i Mi.

## Models actuals
Els russos fabriquen actualment armes d'un sol ús com ara l'RPG-26 (equivalent al LAW occidental). Així i tot també fabriquen altres models reutilitzables i de gran potència com l'RPG-29 Vampire, que compta amb projectil de dues ogives HEAT en tàndem i és capaç de perforar 900 mm de blindatge, tot i que el model de major producció segueix sent el clàssic RPG-7. A Espanya es fabrica l'Instalaza C-90, que, entre altres països, s'ha exportat també a Itàlia i Malàisia.